# 神の手 (望月諒子)
『神の手』（かみのて）は、望月諒子による日本の推理小説。電子書籍の刊行を経て、2004年4月21日に集英社文庫から刊行された。
望月の商業デビュー作で、「木部美智子」シリーズの第1作。
2023年5月15日に、テレビ東京系列の「月曜プレミア8」枠でテレビドラマ化された。

## 書誌情報
- 望月諒子『神の手』（2004年4月21日、集英社文庫、ISBN 978-4-08-747691-0）

## テレビドラマ
2023年5月15日に、テレビ東京の「月曜プレミア8」で放送された。主演は吉岡里帆。

### キャスト

#### 主要人物
木部美智子
演  - 吉岡里帆
フリージャーナリスト。元新聞記者。
三村幸
演  - 安田顕
新文芸社「新文芸」編集長。

#### 周辺人物
広瀬達也
演 - 大谷亮平
静岡の駿河正徳病院の心療内科医。三村に突然連絡を寄越す。
来生恭子
演 - 入山法子
三村が担当していた失踪中の作家の卵。
中川春樹
演 - 橋本良亮（A.B.C-Z）
「週刊フロンティア」編集部員。美智子の連載ページの担当。
高岡真紀
演 - 市川由衣
美智子と新聞社時代の同僚のフリーライター。小説家を自称する謎の女性として三村の前に現れる。
本郷素子
演 - 山本未來
大御所作家。新世紀文学賞を受賞した作品「花の人」が盗作疑惑を持たれている。
真鍋竹次郎
演 - 尾美としのり
「週刊フロンティア」編集長。美智子に盗作疑惑の取材を依頼する。
青島真由美
演 - 佐藤めぐみ
来生恭子の妹。
赤沢健治
演 - 森岡豊
静岡県警・刑事。
水田勇樹
演 - 平田雄也
静岡県警・刑事
佐山友理奈
演 - 寒川綾奈
広瀬の元婚約者。帝都大学教授の娘。
友理奈の娘
演 - 沢田優乃

今村幸恵
演 - 桜一花
野原悠太誘拐事件の目撃者。
大家
演 - 三田村賢二
来生恭子が住んでいたマンションの大家。
職員
演 - 土井悠
駿河正徳病院。
野原悠太
演 - 田中寛人
3年前の静岡児童連続誘拐事件で唯一の行方不明者。
悠太の母
演 - 小早川真由

タクシー運転手
演 - 大久保運
美智子を大仁駅から鷹野村まで乗せる。
上司
演 - 島崎義久
美智子と高岡真紀の新聞社時代の上司。
刑事
演 - 目黒亮平
静岡県警。
帝京出版重役
演 - 加藤満
新世紀文学賞受賞記念パーティで本郷素子を紹介する。

### スタッフ
- 原作 - 望月諒子「神の手」（集英社文庫）
- 脚本 - 山本むつみ[1]
- 演出 - 塚本連平[1]
- 音楽 - 青木沙也果[1]
- 選曲 - 石井和之
- 技斗 - 二家本辰巳
- チーフプロデューサー - 中川順平[1]（テレビ東京）
- プロデューサー - 木下真梨子（テレビ東京）、志村彰[1]（The icon）、高橋香奈実[1]（The icon）、稲田秀樹[1]（テレビ東京）
- 制作著作 - テレビ東京、BSテレ東、The icon